# 자매 도시

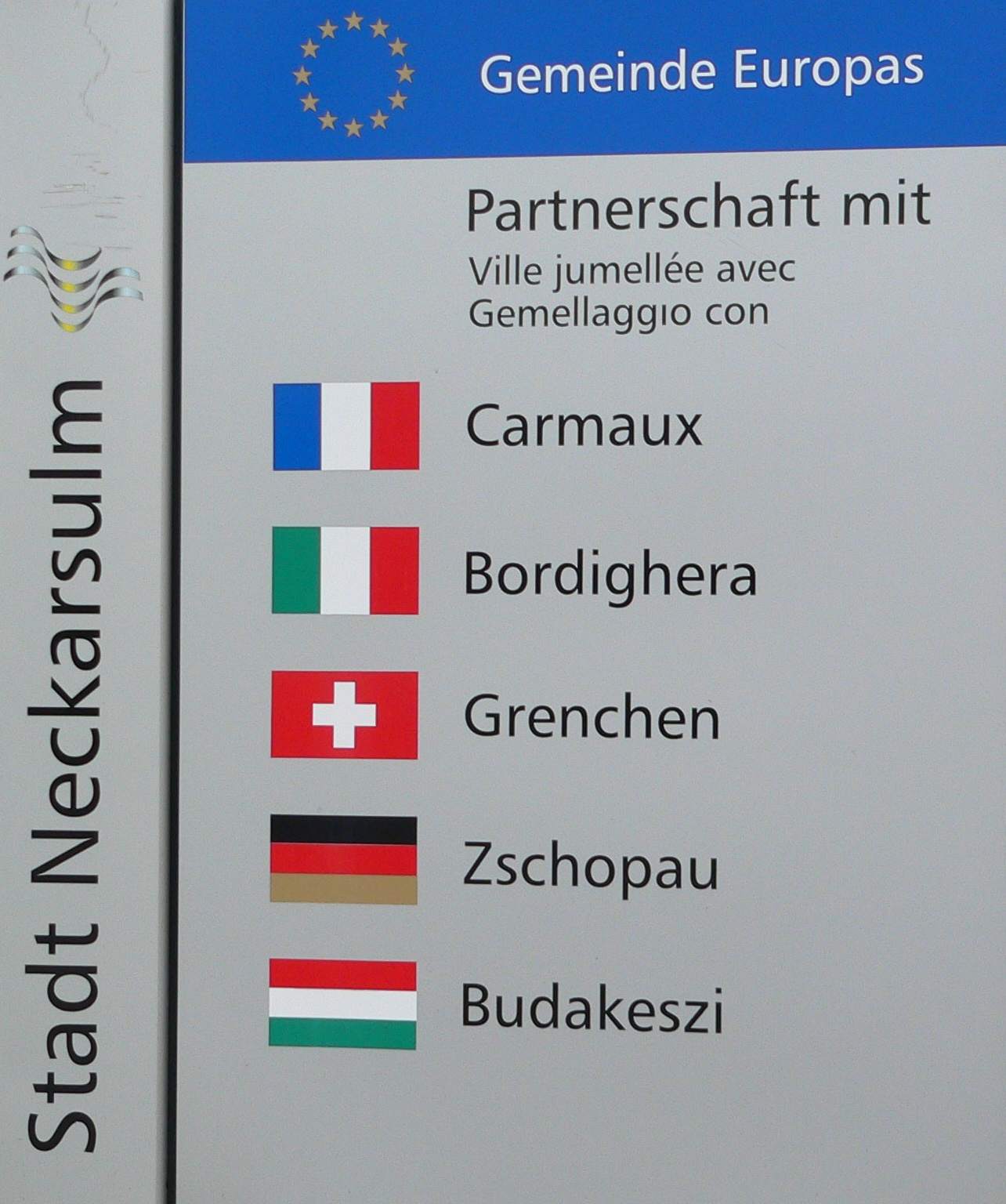
독일의 네카르줄름에 있는 자매 도시 간판.

자매 도시(姊妹都市), 우호 도시(友好都市), 자매 결연 도시(姊妹結緣都市)는 시민의 문화 교류나 친선을 목적으로 하는 도시 관계의 개념이다. 대한민국의 국어사전은 이를 도시 상호 간에 문화를 제휴하고 그 이해를 깊게 하기 위해 친선 관계를 맺은 도시로 정의하고 있다. 대개 비슷한 지리적, 정치적 특성을 지니는 도시 간에 이러한 관계가 체결되곤 한다.
유럽 연합은 이러한 관계를 Friendship towns 혹은 Partner towns로 옮기고 있으며 영국 영어로는 Twin towns, 미국 영어로는 Sister city 또는 Twin town이라고 부른다. 북아메리카, 인도, 오스트레일리아, 그리고 대다수의 아시아 국가에서는 "자매 도시(Sister cities)"라는 용어가 같은 개념으로 사용되며 구 공산권 국가에서는 "형제 도시"라는 용어를 사용하였다.
도시보다 큰 행정단위는 "결연"(Twinning)이라는 용어를 사용한다. 이를테면 중국의 하이난성과 대한민국의 제주의 결연 관계를 들 수 있다.

## 현대적 의미의 자매 도시
자매 도시의 현대적 개념은 제2차 세계 대전 기간 생겨났다. 1942년 스탈린그라드 전투가 시작되자 앞서 1940년 11월 14일, 융단 폭격을 경험한 바 있던 코번트리의 시장 알프레드 로버트 그린들리가 전보를 보낸 것이 기원으로 여겨진다. 이는 비슷한 참사를 겪은 연합국의 도시끼리 연대를 구축하는 방법으로서 고안된 것이었다. 두 도시는 1944년 공식적인 자매 도시 관계를 체결하기에 이른다. 코번트리는 종전 이후 평화적 관계회복을 위해 킬, 드레스덴, 베오그라드와 자매 결연을 맺었다.

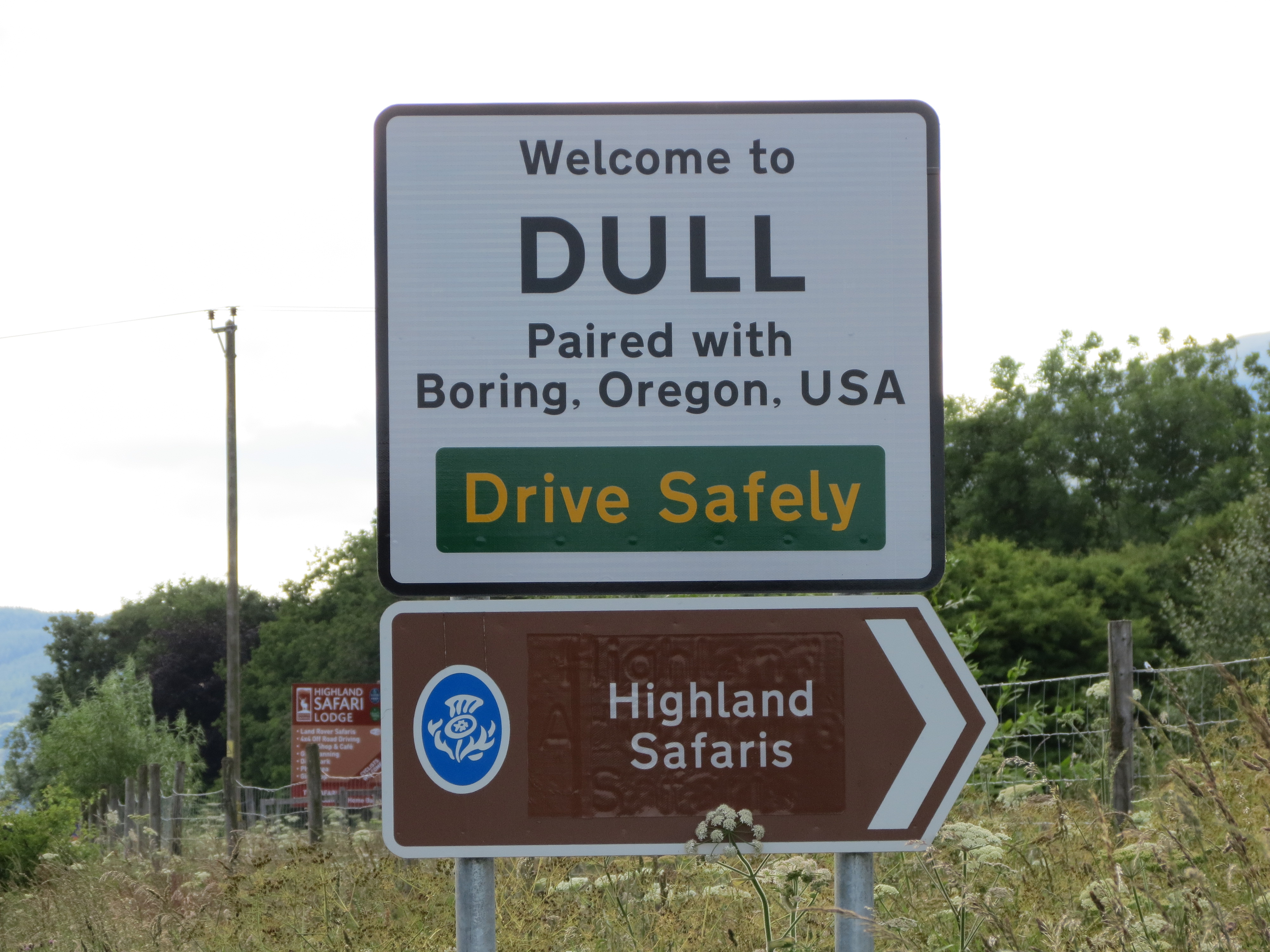
영어에서 비슷하게 '지루한'을 의미하는 덜(Dull)과 보어링(Boring)이 자매 도시임을 알리는 표지판.

훗날 자매 도시란 무역과 관광 산업을 발전시키는 수단으로 그 의의가 확대되었는데, 같은 이름을 가졌거나 이민자가 유입된 역사적 사실 등 자매 결연의 이유도 다변화되었다. 코르도바나 산티아고처럼 같은 어원을 가진 이름의 도시가 다수 존재하는 경우가 대표적인 사례이다. 특히 같은 언어권의 국가이거나 식민지였던 경우에 자주 발생한다.

### 다른 행정 구역에서
도시보다 크거나 작은 행정 구역에서 비슷한 친선 관계가 발생하기도 한다. 대한민국의 수도 서울은 1977년 당시 친미 노선을 따르던 팔라비 왕조 이란의 테헤란 시장 방문을 계기로 강남구의 삼릉로를 테헤란로로 개칭하였다. 화답으로 이란 테헤란에도 서울로가 설치되었다. 서울과 테헤란은 공식적인 자매 도시 관계도 갖고 있으며, 테헤란은 서울의 첫 자매 도시이다.

## 정치적 특성
때때로 도시 간의 자매 결연은 정치적 목적을 갖고 체결되기도 한다. 2013년 헝가리의 죈죄시와 아제르바이잔의 슈샤가 발표한 결연 관계는 헝가리 정부가 당시 아르메니아 군대가 점유하던 슈샤를 법률적으로 아제르바이잔 영토로 승인한다는 의미를 담았다. 2003년에는 영국의 프레스턴이 지지를 표하기 위해 팔레스타인의 나블루스와 자매 도시 관계를 추진했지만 자매 도시가 정치적 목적으로 활용되어선 안된다는 랭커셔 주 의회의 반대로 무산되었다.

## 철회된 관계
- 2012년 당시 나고야 시장이던 가와무라 타카시의 난징 대학살 관련 발언을 문제삼은 난징은 자매 도시 관계를 철회했다.[11]
- 2020년 7월 네덜란드 도시 니우에헤인은 투표를 통해 폴란드 도시 풀라위와의 자매 결연을 철회했다. 일명 '동성애자 청정 구역'을 선언한 것을 사유로 들었다.[12]
- 2022년 2월 코번트리 시 의회는 러시아의 우크라이나 침공을 이유로 볼고그라드와 결연을 임시 중단한다고 발표했다. 대신 우크라이나의 마리우폴과 새로운 관계를 찾겠다고 덧붙였다.[13]

## 같이 보기
- 세계 도시
- 자매결연도시 목록